# Tennis vid olympiska sommarspelen 1920
Tennisen vid olympiska sommarspelen 1920 avgjordes i fem grenar, två för herrar, två för damer och en mixad. 75 tävlande från 14 länder deltog.

## Medaljfördelning
| Pl.    | Nation          | Guld | Silver | Brons | Totalt |
| ------ | --------------- | ---- | ------ | ----- | ------ |
| 1      | Storbritannien  | 2    | 3      | 1     | 6      |
| 2      | Frankrike       | 2    | 0      | 2     | 4      |
| 3      | Sydafrika       | 1    | 0      | 1     | 2      |
| 4      | Japan           | 0    | 2      | 0     | 2      |
| 5      | Tjeckoslovakien | 0    | 0      | 1     | 1      |
| Totalt | Totalt          | 5    | 5      | 5     | 15     |

## Medaljörer
| Gren                    | Guld                                           | Silver                                         | Brons                                          |
| Herrsingel Detaljer...  | Louis Raymond Sydafrika                        | Ichiya Kumagae Japan                           | Charles Winslow Sydafrika                      |
| Herrdubbel Detaljer...  | Storbritannien Noel Turnbull Max Woosnam       | Japan Seiichiro Kashio Ichiya Kumagae          | Frankrike Pierre Albarran Max Decugis          |
| Damsingel Detaljer...   | Suzanne Lenglen Frankrike                      | Dorothy Holman Storbritannien                  | Kathleen McKane Storbritannien                 |
| Damdubbel Detaljer...   | Storbritannien Kathleen McKane Winifred McNair | Storbritannien Winifred Beamish Dorothy Holman | Frankrike Élisabeth d'Ayen Suzanne Lenglen     |
| Mixeddubbel Detaljer... | Frankrike Suzanne Lenglen Max Decugis          | Storbritannien Kathleen McKane Max Woosnam     | Tjeckoslovakien Milada Skrbková Ladislav Žemla |

## Deltagande nationer
Totalt deltog 75 tennisspelare från 14 länder vid de olympiska spelen 1920 i Antwerpen.
- Australien (1)
- Belgien (16)
- Tjeckoslovakien (7)
- Danmark (3)
- Frankrike (10)
- Storbritannien (8)
- Grekland (1)
- Italien (4)
- Japan (2)
- Norge (3)
- Sydafrika (5)
- Spanien (4)
- Sverige (8)
- Schweiz (3)